# Quipu

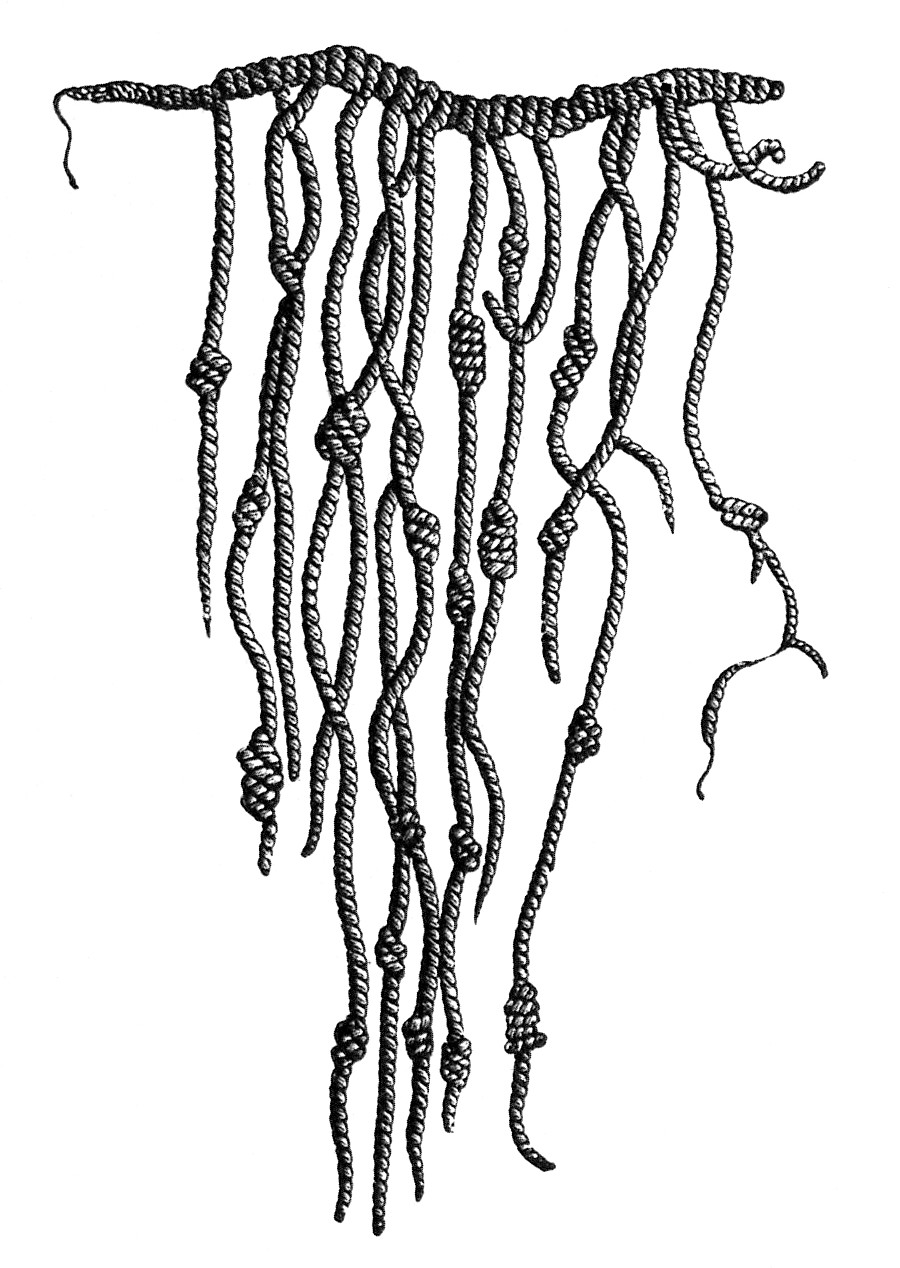
Reprezentarea unei piese quipu

Quipu ori khipu reprezintă un sistem de înregistrare al informațiilor folosit în Imperiul Inca și în societațile anterioare acestuia din regiunea Anzilor Cordilieri din America de Sud. O piesă quipu, având un aspect înșelător, dar șocant de asemănător cu cel al unei draperii de protecție alcătuită din mărgele înșirate pe sfori verticale, constă în general dintr-o piele prelucrată sau păr de lama sau alpaca, tăiată sau separată în multiple șuvițe paralele, colorate diferit, care atârnă vertical și pe care se găsesc informații codificate sub forma unor noduri aflate în diferite grupări și poziții relative unele față de altele. În afara nodurilor, care sunt de diferite forme și complexități, toate piesele quipu prezintă o varietate de culori, despre care se crede că sunt parte integrală a sistemului de înregistrare al datelor. 

Deși descrifrarea informațiilor codificate în cele circa 600 de quipu care au supraviețuit "furiei" generalizate de distrugere a tot ceea ce aparținea de civilizația Inca (și nu numai acesteia) de către conchistadorii spanioli este încă într-o fază extrem de incipientă, totuși majoritatea specialiștilor sunt de acord că informația codificată pe șuvițele verticale ale oricărui quipu prezintă dispoziția nodurilor codificată sub formă zecimală. Diferitele piese quipu pot varia în volum al informațiilor de la extrem de sumare, având doar câteva șuvițe, până la extrem de complexe, având până la 2.000 de șuvițe.
Quipu este o transliterație în spaniolă, respectiv cea mai comună transliterație în multe limbi moderne pentru ceea ce era khipu, cuvântul nativ din limba quecha (limba nativă Inca) pentru nod. Grupul kh este un k aspirat. După alte norme de scriere, termenul este scris kipu.

## Înregistrarea informațiilor
Se crede că de-a lungul întregii perioade de dezvoltare și folosire a sistemului nu au existat încercări de asociere, creare sau recreare a unei conexiuni între înregistrarea propriu-zisă și sunetele limbii sau limbilor vorbită/e în Imperiul Inca, așa cum există astăzi în cazul tuturor limbilor moderne. Descifrarea integrală a sistemului de înregistrare al informațiilor conținut în piesele quipu rămase este departe de a fi adus rezultate definitive și/sau concrete. Oricum, există o teorie enunțată de Gary Urton care afirmă că sistemul de noduri și culori al oricărui khipu reprezintă un sistem binar de codificare al datelor fonologice și/sau logografice.

### Descoperirea toponimului "Puruchuco"
- en  Experts 'decipher' Inca strings - Experții "descifrează" fâșiile Inca BBC
- en  Peruvian ‘writing’ system goes back 5,000 years -- Sistemul peruvian de "scriere" datează de 5.000 de ani - MSNBC

1. ↑  http://www.nytimes.com/2016/01/03/world/americas/untangling-an-accounting-tool-and-an-ancient-incan-mystery.html Quipu New York Times